# Pagode Kuthodaw

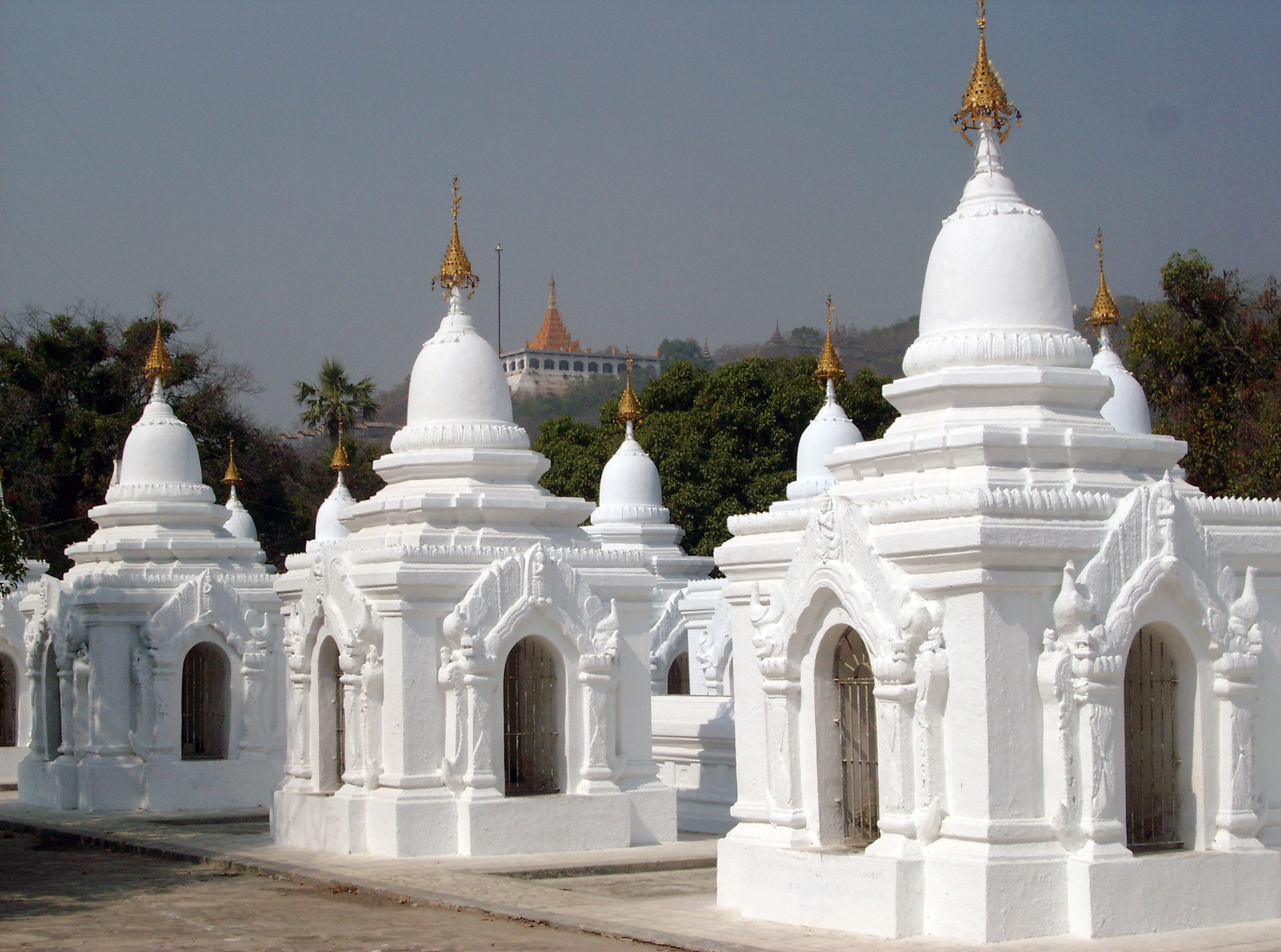
Quelques-uns des 729 stûpas abritant le Tipitaka. On aperçoit à l'arrière-plan un des bâtiments de Mandalay Hill.

La Pagode Kuthodaw (birman : ကုသိုလ်တော်‌ဘုရား, littéralement Mérite royal, et officiellement Mahalawka Marazein (my) မဟာလောကမာရဇိန်စေတီ) est un ensemble de stûpas bouddhistes situé à Mandalay, en Birmanie. Elle abrite le plus grand livre du monde (par la taille), le canon bouddhique en pâli, ou Tipitaka, tel qu'approuvé par le cinquième concile bouddhique en 1871. Il est gravé sur 729 stèles de marbre protégées chacune dans une kyauksa gu, ou grotte à inscription, sous un petit stûpa chaulé. Au centre se trouve un stûpa doré, haut de 57 m, construit sur le modèle de la pagode Shwezigon de Nyanung U (près de Bagan).
L'ensemble fut construit à partir de 1857 par le roi Mindon Min au pied de Mandalay Hill.

## Mérite royal

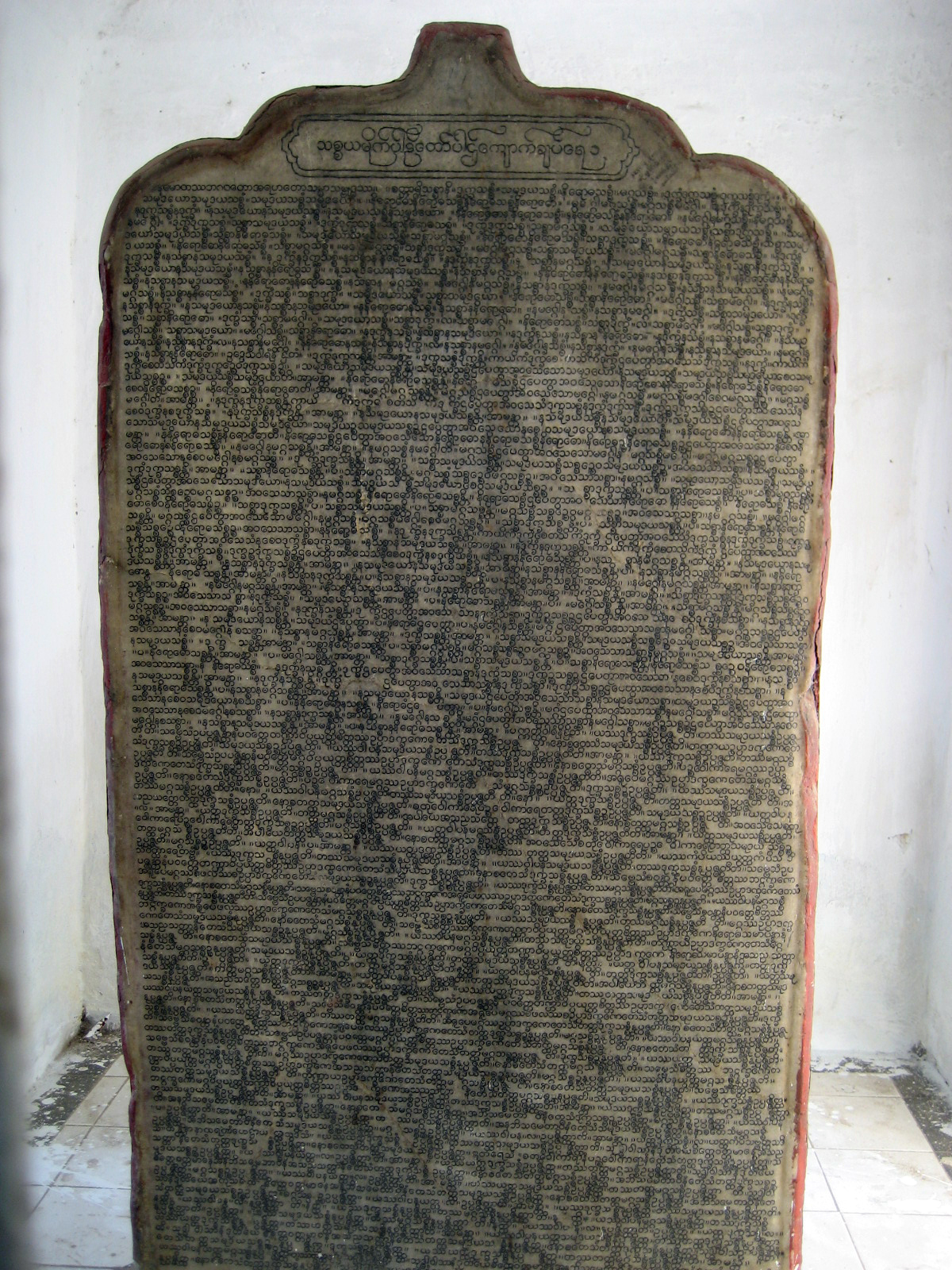
Une des 729 stèles. À l'origine, le texte et les bords étaient dorés.

La construction de la pagode fit partie des travaux de fondation de la nouvelle capitale de la dynastie Konbaung décidée par le roi Mindon en 1857. Il y convoqua ensuite le cinquième concile du bouddhisme theravada en 1871. Désireux de réaliser une œuvre de grand mérite, il décida de faire graver l'intégralité du Tipitaka pour la postérité, c'est-à-dire pour 5000 ans après la vie de Gautama Bouddha. Le travail commença le 14 octobre 1860, le hti (ombrelle en métal orné de pierres précieuses) du stûpa principal fut élevé le 19 juillet 1862.
Le marbre était extrait de la colline de Zagyin, 50 km au nord de Mandalay, et transporté par bateau jusqu'à la ville, où il était transformé en stèles de 1,1 m de large, 1,52 m de haut et 13 cm d'épaisseur. Le texte, établi par une assemblée de supérieur bouddhistes à partir des manuscrits sur feuilles de palmiers conservés dans les bibliothèques royales, y était soigneusement copié.
Chaque stèle comporte de 80 à 100 lignes de texte de chaque côté, gravé en écriture birmane et à l'origine rempli d'une encre dorée. Il fallait à un scribe 3 jours pour copier le texte sur les deux faces, et le graveur pouvait faire 16 lignes par jour. L'ensemble fut achevé et ouvert au public le 4 mai 1868.
Les stûpas sont disposés en lignes dans 3 enceintes concentriques : 42 au centre, 168 au milieu et 519 à l'extérieur. Un stûpa supplémentaire, situé à l'angle sud-est de la première enceinte porte le total à 730 : la stèle qu'il abrite relate les circonstances de la construction. Il y avait aussi trente-quatre zayats (pavillons de repos) en briques, sauf sur son côté est.
L'entrée principale se trouve au sud. Elle comporte de massives portes en teck ornées de gravures florales, de rubans et de devas. Elle donne sur une entrée couverte, ou saungdan, comme la plupart des pagodes birmanes. Le plafond de celle-ci est peint.
A' l'époque du cinquième concile bouddhique, durant six mois ce sont pas moins de 2400 moines qui se sont succédé à la lecture de l'entière œuvre.

## Désacralisation

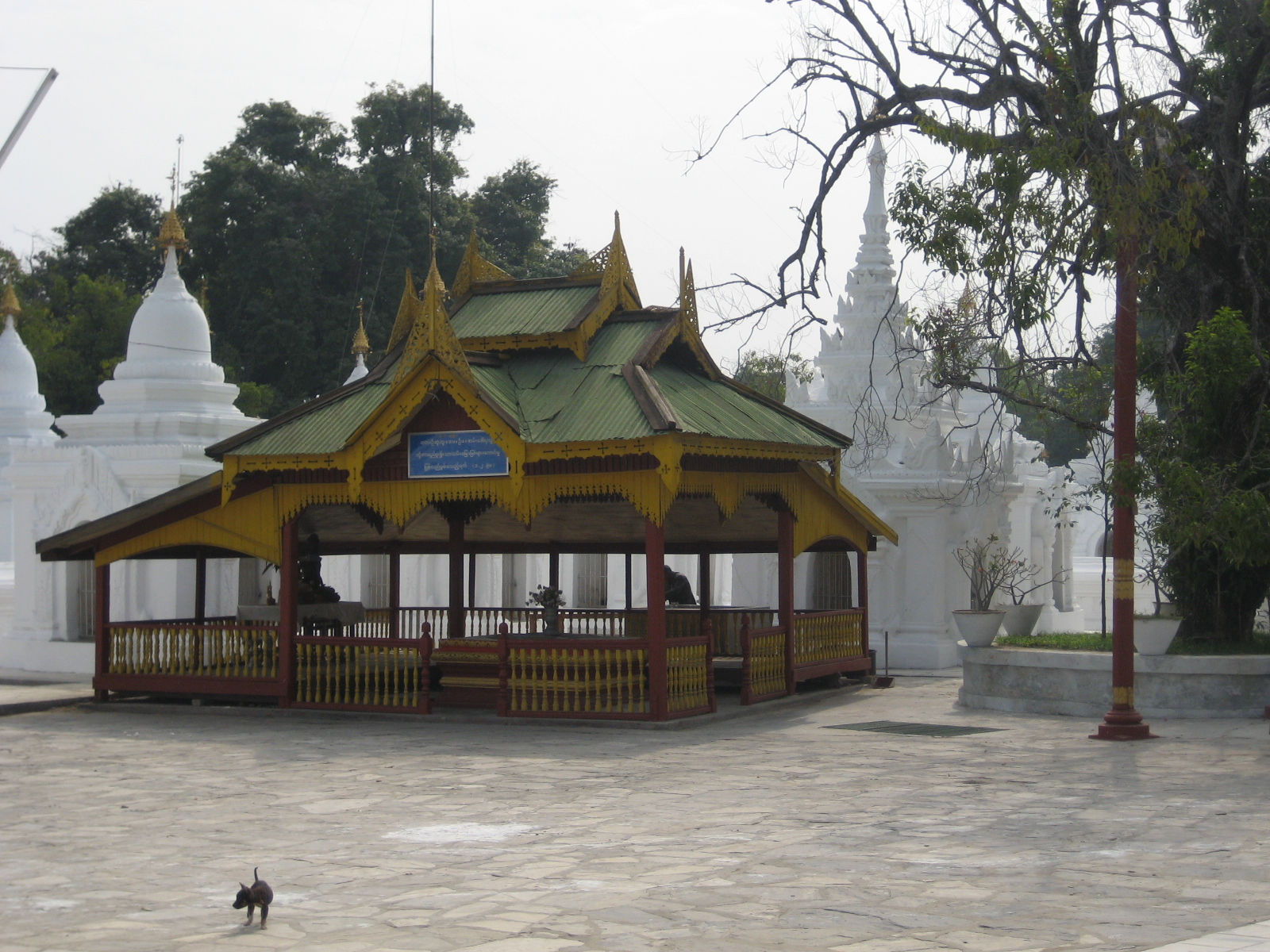
Une zayat moderne dans l'enceinte de la pagode (2007).

Après l'annexion de Mandalay par les britanniques en 1885, des troupes furent cantonnées un peu partout dans les monastères, les temples et les pagodes, empêchant les Birmans de s'y rendre. Un certain U Aung Ban eut alors l'idée de faire directement appel à la reine Victoria, qui avait promis de respecter toutes les religions pratiquées par ses sujets. À leur grande joie, la reine ordonna le retrait des troupes de tous les ensembles religieux en 1890. Mais ils découvrirent alors que la pagode avait été pillée, le hti abattu et dépouillé de ses pierreries et de tout son or et de son argent. Les plaques de marbre italien des terrasses avaient été volées et les zayats étaient en ruine, leurs briques ayant été utilisées à la construction d'une route. Les 9 cloches en bronze de chaque stûpa avaient disparu (il y en avait 6570 au total). La couverture et les lettres d'or des stèles avaient aussi été soigneusement grattées. Tous les ogres le long des couloirs avaient été décapités et les yeux et griffes de marbre des chinthes avaient disparu.

## Restauration
En 1892, un comité fut formé pour lancer les travaux de restauration, avec l'aide des familles des donneurs d'origine et du public. Il comprenait des moines importants, des membres de la famille royale et d'anciens officiers du roi : Atumashi Sayadaw (abbé du monastère Atumashi), Kinwon Min Gyi (ancien chancelier de Mindon Min et Thibaw Min), Hleithin Atwinwun (ministre de la flotte royale), le Saopha de Nyaung Shwe Sir Saw Maung, Mobyè Sitkè (un général de l'armée royale), etc.
Ce dernier demanda aux moines l'autorisation de planter dans l'enceinte des arbres hkayei (Mimusops elengi) et des meze (Madhuca longifolia). Les lettres d'or des stèles furent remplacées par de l'encre noire à base de gomme-laque et de suie, qui les rend plus faciles à lire. Les htis des pagodons furent décorés de pierres payées par les membres de la famille royale (155), par d'anciens officiers (58), par les Saophas et Myosas des états Shan (102) et des dons du public (414). En 1913 Sir Po Tha, un marchand de riz de Rangoon, fit réparer et redorer le stûpa principal. L'année suivante, la Society of Pitaka Stone Inscriptions (société des inscriptions du Tipitaka) fit don de portes en fer pour remplacer celles en bois sculpté de l'entrée sud, détruite par les soldats. La porte ouest fut donnée par le fameux zat mintha (acteur) Po Sein l'année suivante, et les portes nord et est par les enfants et petits-enfants de Mindon Min en 1932. En 1919 l'ermite U Khandi dirigea la reconstruction des saungdan (entrées couvertes) sud et ouest.
Aujourd'hui
Entre les rangées de stûpas poussent de petits arbres Mimusops elengi, dont les fleurs donnent un parfum proche du jasmin à tout le complexe. Les familles birmanes viennent souvent y pique-niquer, cueillir des fleurs pour faire des colliers pour les statues du Bouddha, tandis que leurs enfants jouent à cache-cache parmi les stûpas. Au sud-ouest de la terrasse intérieure se trouve un très vieil arbre aux branches soutenues par des supports ; il aurait peut-être 250 ans.

### Références

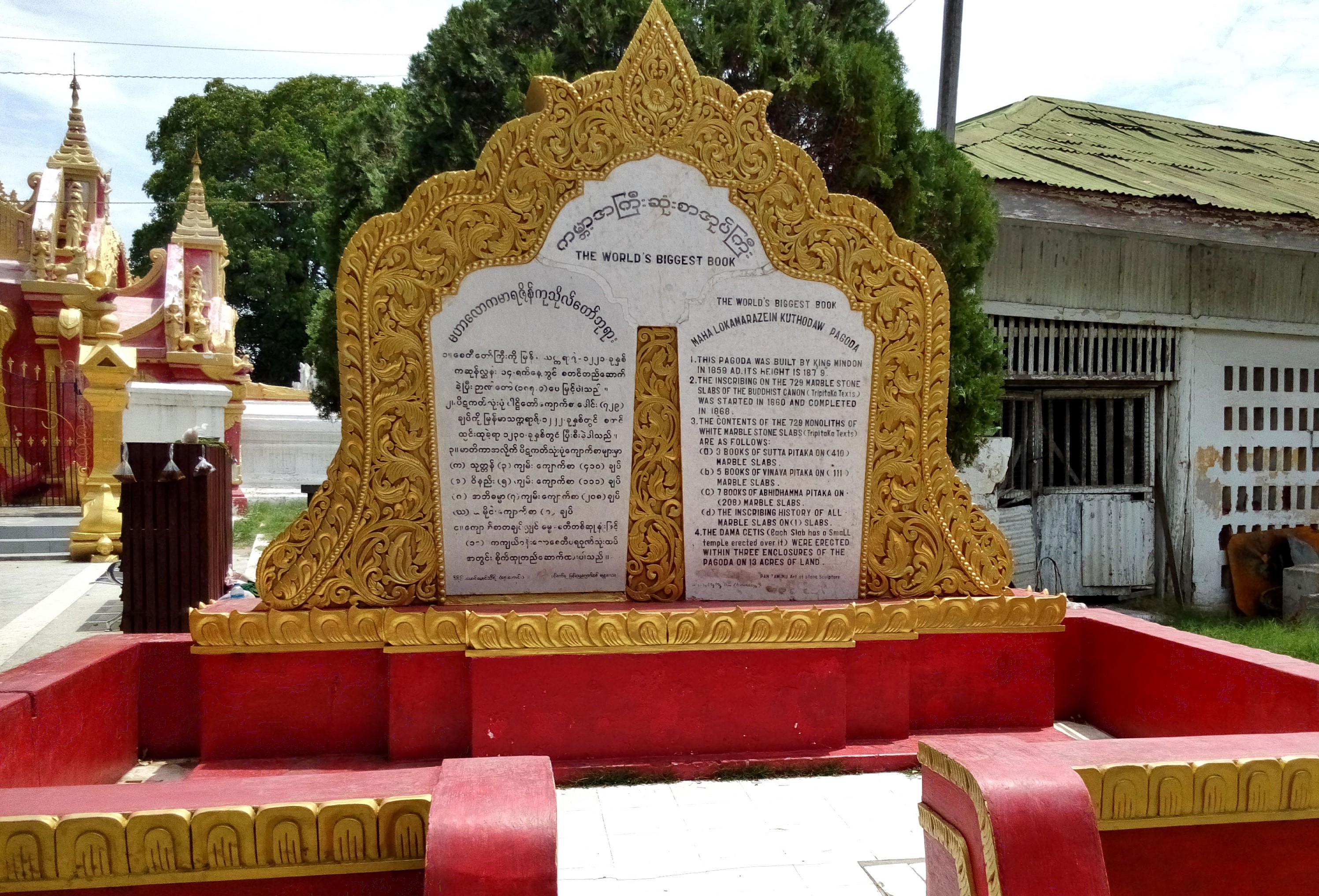
Stèle présentant le « Plus grand livre du monde ».